# Pristimantis tamsitti
Espèce
Synonymes
- Eleutherodactylus latidiscus tamsitti Cochran & Goin, 1970
- Eleutherodactylus tamsitti Cochran & Goin, 1970

Statut de conservation UICN

 VU  : Vulnérable
Pristimantis tamsitti est une espèce d'amphibiens de la famille des Craugastoridae.

## Répartition
Cette espèce est endémique du versant Est de la cordillère Orientale en Colombie. Elle se rencontre dans les départements de Caquetá et de Huila entre 1 350 et 2 040 m d'altitude.

## Description
L'holotype mesure 55,5 mm.

## Étymologie
Cette espèce est nommée en l'honneur de James Ray Tamsitt.

## Publication originale
- Cochran & Goin, 1970 : Frogs of Colombia. United States National Museum Bulletin, vol. 288, p. 1-655 (texte intégral).